# Tetragonodon rhabdion
Tetragonodon rhabdion är en kräftdjursart. Tetragonodon rhabdion ingår i släktet Tetragonodon och familjen Philomedidae. Inga underarter finns listade i Catalogue of Life.